# Dicci
A DICCI é uma marca portuguesa de moda com sede em Leça da Palmeira, Matosinhos. A marca é conhecida principalmente pelos seus anéis em prata, assim como pulseiras e colares em aço inoxidável.
A DICCI surgiu para preencher uma lacuna no mercado onde a escassez de acessórios masculinos era uma realidade.
Foi fundada em 2017 por Moisés Teixeira e Catarina Azevedo. A produção das suas jóias é feita em Gondomar, Portugal. A DICCI é uma marca conhecida por ser unissexo e por representar um estilo jovem e irreverente quando se trata de moda.

## História

### Cronologia:
2017: A marca surgiu no dia 7 de setembro de 2017 por Moisés Teixeira e Catarina Azevedo como uma marca privada com foco em joalharia. Atualmente, expandiu para o mundo do vestuário.
2020: A marca criou uma aplicação para a comercialização dos seus produtos.
2021: A marca deixa de comercializar produtos apenas para homem e torna-se uma marca unissexo. Esta mudança fez a imprensa criar artigos sobre a marca.
2022 :A marca lançou no dia 18 de fevereiro de 2022 a sua primeira coleção de NFTs.

## Presença internacional
A DICCI começou a espalhar a sua influência e vende para mais de 87 países. Na Europa, os três países onde a sua influência é maior são Portugal , Espanha, e Itália. Fora da Europa, têm maior destaque a Arábia Saudita, a Índia e os Estados Unidos.